# Município de Madison (condado de Hancock, Ohio)
O município de Madison (em inglês: Madison Township) é um município localizado no condado de Hancock no estado estadounidense de Ohio. No ano de 2010 tinha uma população de 844 habitantes e uma densidade populacional de 14,2 pessoas por km².

## Geografia
O município de Madison encontra-se localizado nas coordenadas 40° 51′ 54″ N, 83° 39′ 35″ O. Segundo a Departamento do Censo dos Estados Unidos, o município tem uma superfície total de 59.42 km², da qual 59,35 km² correspondem a terra firme e (0,11 %) 0,07 km² é água.

## Demografia
Segundo o censo de 2010, tinha 844 pessoas residindo no município de Madison. A densidade populacional era de 14,2 hab./km². Dos 844 habitantes, o município de Madison estava composto pelo 97,63 % brancos, o 0,47 % eram afroamericanos, o 0,24 % eram asiáticos, o 0,36 % eram de outras raças e o 1,3 % eram de uma mistura de raças. Do total da população o 2,25 % eram hispanos ou latinos de qualquer raça.